# Giovanni Canova
Giovanni Canova (n. 27 iulie 1880, Canicattì, Sicilia, Regatul Italiei – d. 28 octombrie 1960, Torino, Italia) a fost un scrimer ce a reprezentat Italia, medaliat olimpic. A participat la 2 ediții ale Jocurilor Olimpice (1920, 1924) în care a câștigat o medalie de aur și o medalie de bronz.